# Andreas Deris

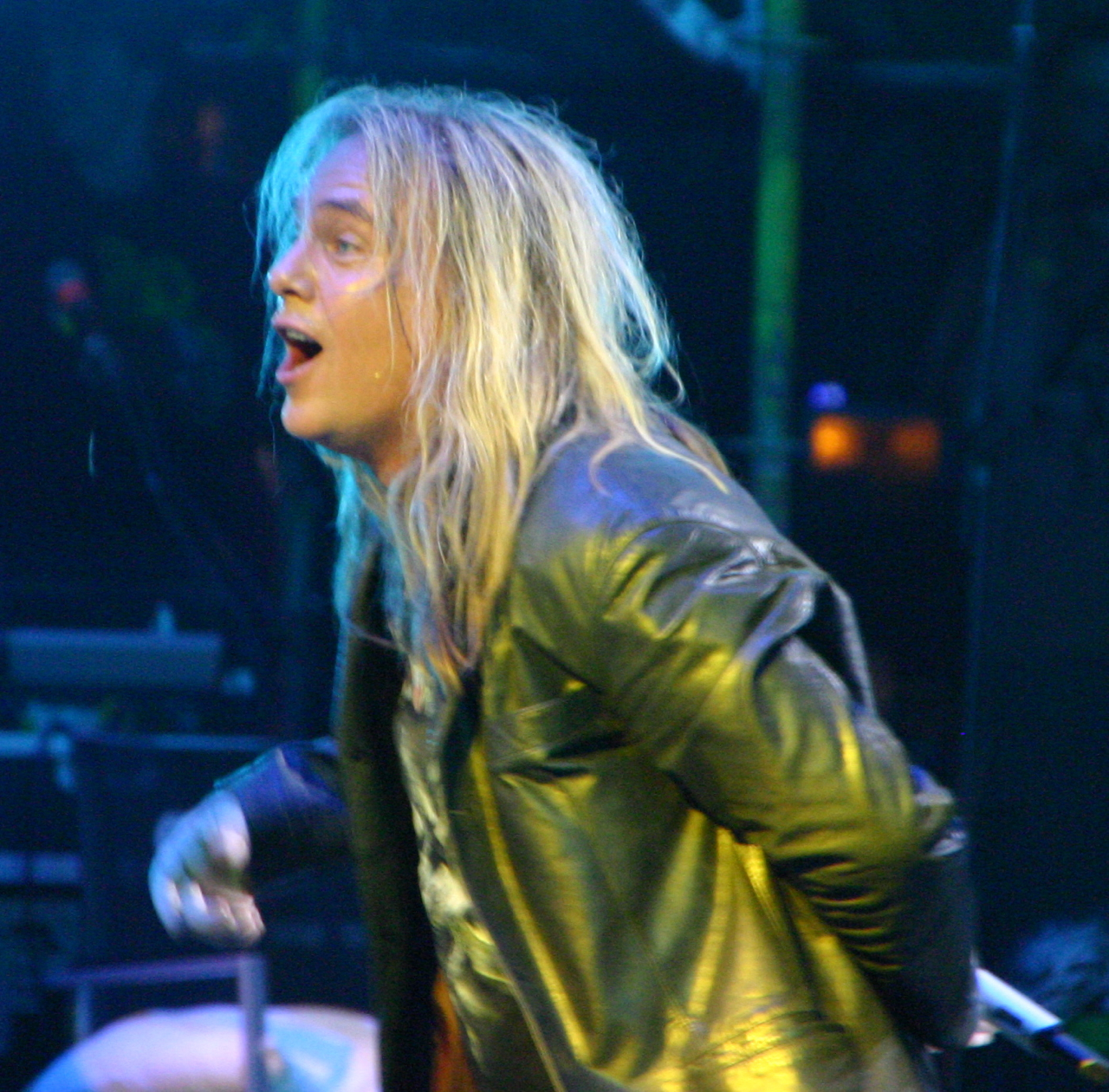
Andreas Deris (2011)

Andreas "Andi" Deris (Karlsruhe, 1964. augusztus 18.) a Helloween német power metal együttes énekese és egyik fő dalszövegírója.

## Életének főbb állomásai

### Első együttesei (1979-1987)
Andreas Deris először a Paranoid nevű együttesben kezdett el énekelni, tizenöt éves korában. Két évvel később megváltoztatták a nevet Namelessre. A Namelessben Deris, középiskolás barátjával Ralph Maisonnal játszott, Ralph egyébként szerepelt Andi mindkét szóló albumán. Később hozzávetőlegesen 19 éves korában megalkották a Kymerát, és készítettek egy albumot is, No Mercy címmel. Ralph azonban főiskolára ment, így nem maradt ideje az együttesre. A dobos helyét Kosta Zaphiriou töltötte be ezután.

### Pink Cream 69 (1987-1993)
1987-ben Andi megalapította következő együttesét, a Pink Cream 69-et, az eredeti felállással, amely a következő volt: Dennis Ward, Kosta Zaphiriou, Alfred Koffler és Andi Deris. Hamar hírnévre tettek szert, több ajánlatot is kaptak különböző lemezcégektől. Aláírtak a CBS vállalatnak (ma Sony Music néven ismert). A Pink Cream járt Európában, Amerikában és Japánban, három albumot rögzítettek Andi Deris énekével.

### A Helloween és szólókarrier (1993-napjainkig)
1993-ban a Helloween felállásbeli változásokon ment át. Deris felváltotta a régi énekest, Michael Kiskét, a dobos, Ingo Schwichenberg helyét pedig Uli Kusch foglalta el. Immár az új felállással rögzítették a Master of the Rings lemezt. Deris hamar elkezdett szerepet vállalni a dalszerzésben, ami néhány olyan klasszikus dallamú dallal végződött mint a Sole Survivor vagy a Where from the Rain Grows. A Time of the Oath című lemez megjelenésével az eladási listák élére kerültek, egy hatalmas koncertturné alkalmával körbejárták a világot és kiadták duplalemezes koncertlemezüket, a High Live-ot, melyet az olaszországi és a spanyolországi koncerteken vettek fel. Míg az együttes pihenőt tartott, Andi felvette első szólólemezét, a Come in from the Raint.
1998-ban a Helloween rögzítette meglehetősen kemény hangzású új albumát, a Better Than Rawot. Ebben Andi sok új énektémával jelentkezett, ezeket leginkább a Push és a Revolution című dalokban lehet érzékelni. Ezeket később a Dark Ride című lemezen hallhattuk viszont. 1999-ben a Helloween egy feldolgozásalbummal, a Metal Jukeboxszal jelentkezett, és Andi második szólóalbuma is megjelent Done by Mirrors címmel Japánban. Andi számára a Dark Ride lemez újabb vokáltechnikák alkalmazását jelentette, többek közt a sikítást és a hörgést a Mirror, Mirrorban. A lemez megjelenése után újabb világturnéra indult a csapat.
A Dark Ride után a Helloween egy e-mail üzenetben megvált két zenészétől, Roland Grapowtól Uli Kuschtól. Az új lemezüket, mely a Rabbit Don't Come Easy nevet kapta, egy újabb turné követte az USA-ban. 1989 óta nem turnéztak az államokban. Itt a sötét hangulatú énektémák visszaszorultak, és helyet adtak az új, boldog stílusnak, mely érezhető a lemezen. Ettől független némely dalban megtartotta ezt a fajta sötét stílust, leginkább a Liarben.
2005-ben megjelent a Keeper of the Seven Keys 3, melyben Andi eddig hallott csaknem összes énektémájával szerepelt. Az első kislemez és videóklip Andi dalából készült (Mrs. God). Első alkalommal a Helloween történetében duettet is énekelt, a Light the Universe című dalban. Ebből a dalból készült a Keeper of the Seven Keys 3 második kislemeze és második videóklipje is. 2007 februárjában duplalemezes DVD-t adtak ki, mely a koncertturnéjukat és egyéb dokumentációkat is tartalmazott. A DVD-k mellett két hanglemezt is kiadtak a csomagban, mely a koncert hangfelvételét tartalmazta.

## Énekstílusa
Elődjével összehasonlítva Derisről megállapítható, hogy nem feltétlenül mindig a legmagasabb hangon énekelt. Bár munkáját a korábbi énekes, Michael Kiske részéről sok kritika érte, de a rajongók többségének pozitív visszajelzései voltak Andival kapcsolatban.

## Vendégszereplések
Szerepelt többek közt a Rage Sounchaser albumán, a Wake the Nightmares in My Head című dalban.

## Diszkográfia

### Pink Cream 69
- 1989 Pink Cream 69
- 1991 One Size Fits All
- 1993 Games People Play

### Helloween
- 1994 Master of the Rings
- 1996 The Time of the Oath
- 1998 Better Than Raw
- 1999 Metal Jukebox
- 2000 The Dark Ride
- 2003 Rabbit Don’t Come Easy
- 2005 Keeper of the Seven Keys – The Legacy
- 2007 Gambling with the Devil
- 2010 Unarmed - Best Of 25th Anniversary
- 2010 7 Sinners
- 2013 Straight Out Of Hell
- 2015 My God Given Right

### Szólóalbumok
- 1997 Come in from the Rain
- 1999 Done by Mirrors

### Szólókislemezek
- 1997 1000 Years Away
- 1997 Good Bye Jenny